# Октябрьский (Красносулинский район)
Октя́брьский — посёлок в Красносулинском районе Ростовской области.
Входит в состав Ударниковского сельского поселения.

## География

### Улицы
- ул. Заречная,
- ул. Парковая,
- ул. Полевая.

## Население
| 2010 |
| ---- |
| 221  |